# Свети Пантелеймон (Амбелокипи)
Вижте пояснителната страница за други значения на Свети Пантелеймон.
„Свети Пантелеймон“ (на гръцки: Αγίου Παντελεήμονος Αμπελοκήπων) е енорийска църква в солунското предградие Амбелокипи, Гърция, част от на Неаполската и Ставруполска епархия.
Църквата е разположена на улица „Филипополи“ № 20. На мястото на първоначалния гробищен параклис (4 m X 4 m) през август 1958 година силогосът „Църковно благополучие“ започва да строи по-голяма църква, която е завършена след една година и е предоставена на 2 юни 1961 година на дем Амбелокипи за гробищен храм. Този храм е проста трикорабна базилика. 25 години по-късно цървата е предоставена от общината на Неаполската и Ставруполска епархия. Една година неофициално, а от 19 март 1987 година и официално функционира като енорийски храм.
След ликвидирането на гробището, на 29 октомври 1989 година митрополит Дионисий Неаполски и Ставруполски полага основния камък на нов храм, а старият за 6 месеца е разрушен. Новата църква е построена за девет години и е кръстокуполен храм с две камбанарии във фасадата и създава усещане за ротонда. Екстериорът е забележителен с хармоничната облицовка от камък, керамика и мрамор.
Храмът има четири вътрешни параклиса – „Св. св. Рафаил, Николай и Ирина“, „Свети Яков Брат Господен“, „Свети Христодул Патмоски“ и „Свети Дионисий Олимпийски“, както и външен параклис „Свети Мироносци“ – старата костница.
Във вътрешността се пазят четири икони от периода 1822 – 1899 година, мощи от Свети Пантелеймон, от Свети Рафаил, Николай и Ирина, от светите отци, избити в Синай и Раита, от Свети Четиридесет мъченици и Свети Евтимий.